# Gustavo Wallis Legórburu
Gustavo Wallis Legórburu (Caracas, Venezuela, 28 de abril de 1897-Caracas, 2 de agosto de 1979) fue un ingeniero y arquitecto venezolano considerado uno de los iniciadores de la arquitectura moderna en Venezuela, miembro fundador de la Academia de Ciencias Físicas y Matemáticas.

## Biografía
Fue hijo de Alberto Wallis Avendaño y de Isabel Legórburu. Se graduó de bachiller en 1912 por el Colegio Alemán de Caracas. Concluyó también, en 1922, sus estudios de ingeniería en la Universidad Central de Venezuela (UCV), en Caracas. Posteriormente, ingresa al personal del Ministerio de Obras Públicas en Venezuela, interviniendo en el programa de canalizaciones de quebradas y cloacas de Caracas.
Se traslada a Estados Unidos en 1923, en donde realizó cursos de especialización con el arquitecto Albert Kahn. En dicho curso, y con el contacto de Estados Unidos, obtuvo la representación de las empresas Truscon Steel y John Manville, las cuales le permitirán realizar las primeras estructuras metálicas del país.
Es considerado uno de los iniciadores de la arquitectura moderna en Venezuela.

## Obras
A su regreso a Caracas, en 1928, participó en el concurso del Hotel Balneario de Macuto, llamado posteriormente Hotel Miramar. Como constructor, realiza para el Ministerio de Obras Públicas la cárcel moderna en el cerro del Obispo de Caracas'(1927-1928) y además, varias viviendas privadas.
En 1931 proyecta y construye el Teatro Principal de Caracas, el primer edificio diseñado en el país con estructura metálica, viga balcón y tratamiento acústico. Paralelamente realizó la remodelación de la Catedral de Caracas, donde eliminó los techos de pares y nudillos reemplazándolos con una placa de concreto armado, colocada en el nivel más alto, con el objeto de instalar, por debajo, unas bóvedas de yeso. En esta ocasión, también disminuyó y cambió la forma de los pilares.
En 1933, fue miembro fundador de la Academia de Ciencias Físicas y Matemáticas. En el mismo año, inició las obras del edificio de la Gobernación del Distrito Federal en la esquina de Principal, terminándolo en 1935. Para la década de 1940, proyectó y construyó varias quintas en Campo Alegre y en el Country Club (Caracas), incluyendo su vivienda particular Piedra Azul.
Dirigió también la construcción del edificio Veroes, en la Avenida Urdaneta, con estructura metálica. En 1942 inició, con la asistencia técnica de empresas norteamericanas, el proyecto del Banco Central de Venezuela (BCV), concluido en 1946 y posteriormente demolido. En 1951 construyó el Cine Rialto (Plaza Bolívar) y el Teatro Arauca (Avenida Nueva Granada), en Caracas.
Ejecutó varios proyectos (no realizados) durante el gobierno de Marcos Pérez Jiménez, entre ellos: Un nuevo edificio para el Ministerio de Hacienda (1954); un conjunto administrativo y deportivo en La Carlota (1957): La llamada Villa Olímpica, así como 4 ministerios de producción. En 1964, participó como presidente ad honorem, en la Junta del Parque del Este y diseñó los proyectos para el museo de antigüedades y el acuario, que no serán construidos. Supervisó, desde 1965-1966, la restauración de la Casa Amarilla y por segunda vez (1967), efectuó una remodelación de la Catedral de Caracas.
En asociación con la diseñadora Carmen Helena de las Casas, realizó las decoraciones y proyectos de muebles para casas, oficinas y teatros, con un notable acento art déco.
Gustavo Wallis Legórburu promuevió la urbanización Los Guayabitos, realizando tanto el trazado de la misma como las viviendas, actividad que lo ocupó hasta su muerte.